# Tetrafluoroborato di litio
Il tetrafluoroborato di litio è un sale di litio dell'anione complesso tetrafluoroborato, avente formula minima Li+[BF4]−.
A temperatura ambiente si presenta come cristalli incolori o polvere bianca inodore e igroscopica. È un composto nocivo, corrosivo. Può essere disciolto in solventi organici per essere impiegato come elettrolita negli accumulatori al litio.

## Applicazioni
Sebbene BF4− abbia un'elevata mobilità ionica, le soluzioni del suo sale Li+ sono meno conduttive rispetto ad altri sali meno associati. Come elettrolita nelle batterie agli ioni di litio, LiBF4 offre alcuni vantaggi rispetto al più comune LiPF6. Presenta una maggiore stabilità termica  e tolleranza all'umidità.  Ad esempio, LiBF4 può tollerare un contenuto di umidità fino a 620 ppm a temperatura ambiente, mentre LiPF6 si idrolizza rapidamente in gas tossici POF3 e HF, distruggendo spesso i materiali degli elettrodi della batteria. Gli svantaggi dell'elettrolita comprendono una conducibilità relativamente bassa e difficoltà a formare un'interfaccia elettrolitica solida stabile con elettrodi di grafite.

## Stabilità termica
Poiché LiBF4 e altri sali di metalli alcalini si decompongono termicamente per sviluppare trifluoruro di boro, il sale viene comunemente utilizzato come comoda fonte di BF3 su scala di laboratorio:
{\displaystyle {\ce {LiBF4 -> LiF + BF3}}}

## Produzione
LiBF4 è un sottoprodotto della sintesi industriale del diborano:
{\displaystyle {\ce {8 BF3 + 6 LiH -> B2H6 + 6 LiBF4}}}
LiBF4 può anche essere sintetizzato da LiF e BF3 in un solvente appropriato resistente alla fluorurazione di BF3 (ad es. HF, BrF3 o SO2 liquefatto):
{\displaystyle {\ce {LiF + BF3 -> LiBF4}}}